# Fábio Camilo de Brito
Fábio Camilo de Brito oftewel Nenê (São Paulo, 6 juni 1975) is een Braziliaans voetballer die onder contract staat van CA Bragantino. Hij speelt als centrale verdediger.

## Teams
- 1994-1996:  Juventus
- 1996-1997:  Guarani
- 1997-1998:  Sporting Lissabon
- 1998-1999:  Bahia
- 1999-2000:  Corinthians
- 2000-2001:  Grêmio
- 2002-2003:  Hertha BSC Berlin
- 2003-2004:  Vitória
- 2004-2008:  Urawa Red Diamonds
- 2008-2009:  Coritiba
- 2009-2010:  Juventude
- 2010-...:   Bragantino

## Nationale team
- 1995 Braziliaans voetbalelftal 5(0)